# ژاک بوسیس
ژاک بوسیس (فرانسوی: Jacques Bossis‎؛ زادهٔ ۲۲ دسامبر ۱۹۵۲) دوچرخه‌سوار اهل فرانسه است.
از باشگاه‌هایی که در آن رکاب زده‌است می‌توان به تیم دوچرخه‌سواری پژو اشاره کرد.